# Jamides aritai
Jamides aritai är en fjärilsart som beskrevs av Hayashi 1976. Jamides aritai ingår i släktet Jamides och familjen juvelvingar. Inga underarter finns listade i Catalogue of Life.